# Tokiói keresztapák
A Tokiói keresztapák (東京ゴッドファーザーズ; Tókjó Goddofázázu; Hepburn: Tōkyō Goddofāzāzu; Tokyo Godfathers) 2003-ban bemutatott japán családi, humoros anime-film. Rendezője és írója Kon Szatosi.
Premierje 2003. augusztus 30-án volt a Big Apple Anime Fest-en, New York-ban és a kritikusok azonnal lelkesen üdvözölték. A premieren Kon Szatosi is megjelent. A film Kon harmadik animációs filmje.
Magyarországi bemutató: 2004. október 12. (csak DVD-n jelent meg, moziban nem játszották)

## Cselekmény
Tokió Sindzsuku városrésze a 2000-es évek elején, karácsonykor. Egy nagy teremben gyermekek Jézus születését adják elő, eléneklik a „Csendes éj”-t japánul, majd egy keresztény pap néhány szóval próbál erőt önteni a jelenlévő hajléktalanokba. Ezután a szabadban ételosztás következik. Két hajléktalan, „Tintás” és egy transzvesztita már az előadás alatt összeszólalkoznak. Közben egy fiatal lány (aki szintén hajléktalannak látszik) egy magas ház tetejéről a járókelőkre köp, és feljegyzi a találatot. Tintás és a másik ide érkeznek meg, és néhány falatot hoznak Mijukinak, aki mohón felfalja az ételt.
A két idősebb hajléktalan próbálja Mijukit jóra tanítani (Hana: „Mijuki, zárd össze a lábad, viselkedj úgy, mint egy nő”), ő azonban erre szemtelenül reagál. A transzvesztita karácsony alkalmából meg akarta ajándékozni Mijukit „A világirodalom gyermekeknek” című könyvsorozattal, amit egy szemétkupacban látott, azonban mire odaérnek, nem találja a könyveket. Tintás véleménye szerint még egy hajléktalannak is jár ajándék, Mijuki azonban tiltakozik, hogy ő csak elszökött otthonról. Kiderül, hogy ez hat hónapja történt, Tintás szerint tehát már ő is hajléktalan. Mijuki egy Dosztojevszkij-kötetet vág Tintás fejéhez, mire az kioszt neki egy pár atyai pofont, amit Mijuki szerint az apja elmulasztott. Verekedni kezdenek, de eközben gyereksírást hallanak, ami a szemétkupacban egy csomagból jön. Egy nemrég született lánycsecsemőt találnak. Tintás szerint le kell adniuk a rendőrségen, a transzvesztita szerint azonban ez a gyerek az Úr ajándéka, és meg kell tartaniuk. A gyerek mellett néhány papírt és egy kulcsot találnak.
(a film címe angolul, »Tokyo Godfathers«, és készítőinek neve japán írásjelekkel csak ekkor jelenik meg, amikor már több mint 6 perce megy a film –  a feliratok reklámfeliratok képében jelennek meg, miközben a szereplők továbbmennek)
A Hanának nevezett transzvesztita ambíciója az, hogy egyszer anyának érezhesse magát, ezért akarja a gyereket megtartani. A gyereknek ő adja a Kijoko nevet, aminek a jelentése: „tiszta” (mivel a legtisztább éjszakán találták). Tintás megütközik a néven, de ennek oka csak később derül ki.
Hanának egy haiku jut az eszébe: „Szép kisbabám, finom hó hull arcodra e szent éjszakán.”
Miközben Mijuki vízért és tejért megy a boltba a babának, Tintás elmondja, hogy valamikor neki is volt egy lánya, aki most 21 éves lenne, de meghalt. Mijuki (aki Tintás szerint 16 év körüli) két másik hajléktalannal találkozik, akik azt mondják neki, hogy Tintás úgy szereti őt, mintha a saját gyereke lenne. Tintás elmeséli, hogy ő kerékpárversenyző volt, de egy ismerőse miatt illegális dologba kezdett, a kislánya meghalt és nemsokára a felesége is.
Hajnal felé Mijuki néhány rúgással felébreszti Tintást. A „Vén szaros” (ahogy Hanát nevezi) eltűnt és magával vitte a csecsemőt. Szerencsére a lábnyomai jól látszanak a hóban. Hana nem akarja, hogy a gyerek árvaházakban nőjön fel, ezért vitte magával. Ő maga is árva és senki sem szerette. Hana javaslata az, hogy keressék meg a gyerek anyját, és kérdezzék meg, miért taszította el a gyerekét.
A gyerek mellett talált kulcs egy csomagmegőrző kulcsa, a csomagmegőrzőben egy hátizsák van, benne személyes holmik mellett fényképek és üzleti névjegyek, a Swirl Club nevével és címével.
Elindulnak metróval a klub irányába, az azonban hóakadályra hivatkozva megáll a szabad ég alatt. Mijuki észreveszi az apját az ellenkező irányba tartó szerelvényen, de elbújik előle, majd leszáll a szerelvénytől.  A két másik követi. Hana A muzsika hangjá-ból énekel egy részletet, majd lerogyik a hóba az éhségtől és a fáradtságtól. Mijuki egy temetőt vesz észre. A temetőben ételt találnak, még a csecsemő számára is van ott tej. A temető közelében a hóban egy autó megcsúszott és a vezetője alája szorult. Amikor kiszabadítják, elmondja, hogy ismeri a három csavargó által keresett klubot, ott lesz a lánya esküvője, akit a klub tulajdonosa fog elvenni. Elviszi őket oda, ahol ehetnek és ihatnak. A vőlegény a fénykép alapján felismeri a nőt, aki valóban a klubban dolgozott, de elment, amikor terhes lett. Szacsiko a neve és megadja a címét is. Tintás szemel láthatóan ismeri a vőlegényt és igen dühös rá, mert ő volt az, tőle vett fel pénzt, ő adta a rosszul elsült pénzkereseti tippet, ami miatt Tintásnak nincs többé családja. Amikor Tintás egy martinis üveggel rá akar rontani, egy kreolbőrű pincérlány egy pisztolyból három lövést ad le Óta felé, de a vőlegényt találja el a mellkasán. A pincérlány túszul ejti Mijukit és a babát; kint kiderül, hogy fiú és csak spanyolul beszél. Próbálja megnyugtatni Mijukit, hogy ne sírjon, nem akarja megölni, de Mijuki nem ért spanyolul. Egy taxival menekülnek el, amit a két másik hajléktalan, akárhogy fut, nem ér utol.
Hana felhívja a taxivállalatot és a rendszám alapján kéri, hogy az a kocsi jöjjön ki, amit láttak. Hana és Tintás összevesznek, mivel Tintás nem akar továbbmenni. Hana elrohan. Tintás egy őszhajú, öreg hajléktalant talál az utcán fekve.
Mijuki és a spanyolul beszélő merénylő megérkeznek a taxival valahová. A fiú látja, hogy a kisbabának tejre van szüksége, ezért egy Maria nevű nőhöz viszi, akinek hasonlóan pici babája van és rengeteg teje. Ő egyszerre szoptatja a két gyereket. A nő szintén csak spanyolul beszél, de Mijukival fényképek alapján és néhány angol szóval megértetik egymást.
Tintás  és az öreg elmennek az öreg szállására, ahol az öreg csendben meghal. Tintás a kunyhóból kilépve felismeri a fiatal nő fényképén látható két magas épületet. Ekkor öt fiatal bajkeverő lép hozzá és jól összeverik, majd elmennek.
Hana a taxissal oda viteti magát, ahol Mijuki és a túszszedő kiszálltak.
Mijuki elmondja Mariának, hogy leszúrta az apját, ezért nem mehet haza. Álmában látjuk, hogy hasba szúrta az apját, miután a macskája, „Angyal” eltűnt. A két baba sírni kezd, ezt meghallja az utcán Hana.
Tintás véresre verve egy sikátorban fekszik, amikor nagy fényt lát és egy angyalt, aki azonban valóságos személynek bizonyul.
Mijuki és Hana az utcán kóborolnak és Tintást keresik. Mivel Mijuki fázik, éhes és álmos, Hana az „Angel Tower” nevű transzvesztita mulatóhoz vezeti, ahol ő valamikor mint nőimitátor énekelt. Egy vendéggel való verekedés után otthagyta az állását. A hátsó ajtót egy táncosnőnek öltözött, vörös parókás alak nyitja ki, akit Hana „anyám”-nak szólít. Mijuki csodálkozva veszi észre, hogy Tintás bent fekszik egy kanapén, feje, karja és nyaka sebkötözővel van körbetekerve. Hana Tintás kabátjából egy képet lát kiesni, amin két ikertorony látható. Amikor elbúcsúznak Hana „anyjától”, Hana ismét egy haikut mond: „Csípős hidegben búcsúzom el anyámtól, hosszú út előtt.” A környéken kószálva a fénykép alapján keresik azt a helyet, ahonnan a két ikertorony éppen úgy látszik, mint a képen. Egy romos épületbe húzódnak, ahol rögtönzött tűzhelyet találnak, így főzni is tudnak. Amikor Mijuki vásárolni indul, észreveszi, hogy ez éppen az a ház, amit kerestek. A náluk lévő kulcs nyitja a bejárati ajtót (ennek már nincs funkciója, mivel mellette a fal leomlott). Egy szemüveges asszony (aki ide jár a sok macskát etetni) elmondja nekik, hogy Misizava Szacsiko az asszony neve, akit keresnek. Férjével nem éltek jól, mivel az szerencsejátékokra költötte a pénzt, amit az asszonya keresett. Körülbelül három hónappal ezelőtt elköltöztek innen. A házat már előtte lefoglalták a rengeteg adósság miatt. Miközben a közelben lakó hat asszony a házaspár életét taglalja, a trió átkutatja a házat és összeszednek pár dolgot. Hana egy kézzel írt lakcímet vesz észre: „Sinkocso 1-2-25, 203-as lakás”. Újból metróra ülnek, hogy a megadott címre menjenek. Mijuki egy újságból kitépett közleményt szorongat: „Mijuki, Angyal hazajött – Apa”.
A trió egy boltba húzódik melegedni, mivel kint esik a hó. Mijuki kimegy telefonálni a szüleinek, de semmit nem tud mondani, amikor meghallja az apja hangját, aki felismeri a sírását. Tintás közben bevallja Hanának, hogy a lánya és a felesége is élnek, és ő az ital meg a kártya miatt szakított velük. Egy részeg vásárló tiltakozik a hajléktalanok ellen a boltban, így kimennek veszekedni a bolt elé. Akkor egy mentőautó rohan bele a kirakatba, oda, ahol az imént ültek. Hana vérzik és összeesik.
A kórházban egy orvos azt mondja Tintásnak, hogy a barátja legyengült, rendszeresen kellene táplálkoznia és pihennie. A kezelés miatt majdnem 30 ezer jent kérnek; ez pont az az összeg, amit Tintás a lányának szánt ajándékként. Tintás az egyik nővérben felfedezi a lányát, akit szintén Kijokónak hívnak. Beszélgetni kezdenek. Tintás köntörfalaz, nem mondja meg a lányának, hogy hajléktalan, azt mondja, hogy hulladékhasznosítással foglalkozik. Lánya elbeszéléséből megtudjuk, hogy sokáig keresték, és nehéz helyzetbe kerültek, amikor anyjának egyedül kellett vezetnie tovább a bicikliboltot. Kiderül, hogy Tintás, korábbi elmondásával ellentétben nem volt kerékpárversenyző, csak egy bicikliboltja volt. Lánya elmondja neki, hogy férjhez megy ahhoz az orvoshoz, aki az apját megvizsgálta, és megadja a címüket és telefonszámukat. Hana alaposan beolvas Tintásnak a lánya előtt és lehordja a sárga földig, majd elrohan. Mijuki vele tart a csecsemővel.
A tévé bemondja, hogy az újévi lottósorsoláson 200 millió jent nyert az a szerencsés, aki a csupa egyesből álló számkombinációt megjátszotta. Ugyanekkor bemondják azt is, hogy egy kisbabát elraboltak egy kórházból. Tintás megdöbbenve látja Kijoko fantomképét. Hana és Mijuki rájönnek, hogy a cím, ahova elindultak, Tintásnál van. Hana azonban váratlanul azt mondja, hogy a rendőrségre kellene vinniük a gyereket (Tintás és Mijuki a kezdet kezdetétől ezt akarta). Beszélgetés közben egy hídon haladnak át, ahol egy fiatal nő le akar ugrani, Mijuki azonban elkapja a lábát és a földre rántja. A nőben felismerik Misizava Szacsikót, a gyermek anyját. Amikor a nő el akarja venni a gyereket, Hana egy hatalmas pofont kever le neki szemrehányásként. A nő szerint a gyereket a férje vitte el, nem ő.
Tintás megérkezik a megadott címre, ahol a lakásban a szemeteszsákok között egy alvó férfit talál, Szacsiko férjét. Tintás a csecsemőről kérdezi és hogy „nem járt-e ott egy buzeráns meg egy lány”, a férfi azonban nem találkozott velük. A férfi elmondja neki, hogy a gyerek nem az övé. Hana és Mijuki könnyes búcsút vesznek a kicsitől és Szacsikótól, majd Hana újabb haikut mond: „Az év véget ér és minden zavaros ügy elrendeződik”. Szacsiko férje elmondja Tintásnak, hogy Szacsiko ellopta a gyereket a kórházból. Tintás azt gondolja, hogy a nő meg akar halni a gyerekkel együtt, ezért elrohan és egy biciklivel keresi őket. Hana és Mijuki egy sintoista hálaadás után észreveszik az utcán az őrülten kerekező Tintást. Tintás kifulladva próbálja magyarázni, hogy nem Szacsiko a gyerek anyja. Szacsiko egy játszótéren a libikókán ülve próbálja szoptatni a gyereket, de nincsen teje. A három hajléktalan a környéken mindenfelé rohangászik, mert mindenhonnan kisbaba sírását hallja. Végül megtalálják Szacsikót a játszótéren, aki elmenekül a gyerekkel. Szacsiko egy teherautóba ül és azzal menekül tovább. Tintás ismét kölcsönvesz egy biciklit és azzal üldözi. Hana és Mijuki újból összefutnak azzal a taxissal, aki már szállította őket, vele indulnak a teherautó után. Egy autós üldözés veszi kezdetét (a történet során Tintás többször megemlíti, hogy ő nem akcióhős, de most rácáfol erre). Tintás felzárkózik a teherautó ajtajához, Szacsiko megpróbálja leszorítani az útról. Tintás megragadja a gyereket, ekkor a teherautó egy kirakatba rohan. Miközben Tintás ájultan tartja a gyermeket, Szacsiko elveszi tőle és egy magas ház tetejére megy vele.
Egy tévés helikopter reflektora felfedezi az asszonyt a csecsemővel a ház tetején. Férje felismeri Szacsikót. Mijuki majdnem utoléri Szacsikót, ő azonban felmászik a korlátra és le akar ugrani. Mijuki szemrehányást tesz neki, hogy ellopta másvalaki gyerekét, amit Szacsiko eleinte tagad, majd beismeri, hogy az ő csecsemője meghalt a szülés előtt, ezért lopta el a kisbabát. Mijuki hiába kérleli, a nő le akar ugrani, ekkor azonban a férje kiáltását hallja a szemközti ház egyik erkélyéről. Ő is azt kéri, hogy ne ölje meg magát és menjen vissza hozzá. Szacsiko azonban kérlelhetetlen és leugrik a párkányról. Mijuki átöleli és nem engedi leesni, és közben kérleli, hogy engedje vissza a gyereket az igazi szüleihez. Szacsiko már éppen visszaadná, de ekkor megcsúszik Mijuki lába a hóban... Hana és Tintás ekkor érnek oda. Tintás Mijukit tartja a lábánál fogva, Hana pedig a zuhanó csecsemő után ugrik. Fél kézzel elkapja, a másikkal egy zászló felső végét fogja meg, ami kiszakad a helyéből. Ekkor kisebb szélvihar támad, ami a zászlót kifeszíti és az ejtőernyőként, puhán ér földet, néma csendben, miközben Hana fél kézzel kapaszkodik belé.
A kórházban az igazi szülők hálásak a rendőrfelügyelőnek, ő azonban elhárítja ezt és a három hajléktalanra utal, akik egy másik kórteremben fekszenek. Tintás cigarettát kér Mijukitól. Mijuki kiveszi Tintás kabátzsebéből, amiből kiesik a nyertes lottószelvény az igen ritka, csupa 1-es számsorral, de nem veszik észre. Az igazi szülők felkeresik a három hajléktalant, mert szeretnék, ha ők lennének a gyerek keresztszülei. A rendőrfelügyelő bevezeti őket és ott döbbenten veszi észre lányát, Mijukit.

## Szereposztás
- Tintás – középkorú, matrózszakállas hajléktalan, a trió egyik tagja. Állítása szerint kerékpárversenyző volt, felesége és lánya meghaltak, valójában kerékpárboltja volt és szeretett fogadni a versenyekre, amiken rendszerint veszített, ezért kölcsönöket vett fel, amiket nem tudott visszafizetni. Végül elhagyta feleségét és lányát, Kijokót, akik nem haltak meg. 10 éve él az utcán, 41 éves.
- Hana – középkorú hajléktalan, transzvesztita,  a trió egyik tagja. Állítása szerint férfi testben női lelke van. Nőiesen viselkedik. Korábban az „Angel Tower” nevű bárban dolgozott, ahol mint énekesnő lépett fel. Egy alkalommal véletlenül leöntötte egy vendég ruháját, verekedés tört ki, ő pedig otthagyta az állását. Volt egy barátja, Ken, aki elcsúszott a zuhanyzóban és meghalt. Szüleit nem ismeri, ezért is ragaszkodik annyira Kijokóhoz, mert rajta keresztül szeretne megbocsátani a saját anyjának.
- Mijuki – 16 év körüli diáklány,   a trió egyik tagja. Hat hónapja elszökött otthonról. Volt egy macskája, aminek a hátán szárny formájú fehér foltok voltak, ezért „Angyal”-nak nevezte el. Amikor a macska eltűnt, azt hitte, hogy az apja pusztította el, ezért hasba szúrta az apját. Apja rendőrtiszt, családnevük Isida. Mijuki korábban duci volt, de mióta hajléktalan, a súlyfelesleg eltűnt róla.
- Kijoko – újszülött csecsemő, akit a három hajléktalan karácsonykor a szemétkupacban talál.
- Óta – véletlenül a saját autója alá szorult kövér férfi, akit a három hajléktalan megment, ezért meghívja őket a lánya esküvőjére. Valószínűleg kapcsolatban áll a jakuzával. Az esküvőn egy fiatal álruhás férfi le akarja lőni. A merénylő túszul magával viszi Mijukit és Kijokót. Óta lányát is Kijokónak hívják.
- „Anya” – Hana által így nevezett személy, aki a meleg bár tulajdonosa és vezetője, Hana gondviselője. Nagy, piros színű parókát hord.
- Szacsiko / Misizava Szacsiko – az a nő, akinek kisbabája még a szülés előtt meghalt, ezért a kórházból elrabolta Kijokót. Később a gyerekkel együtt meg akarja ölni magát.
- Jaszuo – Szacsiko férje, aki kirakta Kijokót.
- öreg hajléktalan – ősz hajú öregember, Tintás az utcán fekve talál rá, és elviszi az öreget a kunyhójába, ahol az nem sokkal később meghal. Előtte egy rejtélyes, apró csomagot ad át Tintásnak, amit annak el kell tüntetnie. Tintás a kunyhóból kimászva ráismer az egyik fényképen látható két ikertoronyra.
- Kijoko, Tintás lánya – nővérként a kórházban dolgozik, ahová Hana kerül egy utcai baleset után. Apja itt ismeri fel. Kijoko nem haragszik az apjára, csak szomorú, amiért elhagyta őket és nem adott hírt magáról.
- Hiruta Micuo – a vőlegény, akit lelőnek, amikor Óta elé ugrik. Túléli a merényletet. Ő rángatta bele Tintást valamilyen zavaros pénzügyi műveletbe, ezért Tintás neki tartozott jelentős összeggel.
- taxisofőr – a történet során többször is szerepel. A merénylő és túszai az ő kocsiján menekülnek, emiatt Hana ugyanarra a címre viteti magát. A történet végén közreműködik az autós üldözésben.
- Akiko – Mijuki anyja
- Isida (családi név) – Mijuki apja, rendőrtiszt
- Kurumizaváné asszony, Misizava Szacsiko házának közelében lakik
- Jamanócsiné asszony, Misizava Szacsiko házának közelében lakik
- Nekobaba asszony, Misizava Szacsiko házának közelében lakik

### Magyar hangok[1]
| szerep | magyar hang     |
| ------ | --------------- |
| Tintás | Vass Gábor      |
| Hana   | Bardóczy Attila |
| Mijuki | Molnár Ilona    |
| „Anya” | Seder Gábor     |

## Fogadtatás
- Az Anime News Network kritikája szerint (Krissy Naudus, 2003. szeptember 16.): „Valószínűtlen, meglepő, élvezetes komédia. Kon Szatosi újabb mesterművet alkotott. Hasonlóképpen a Chihiro szellemországban-hoz, ezt a filmet is megnézheted a gyerekeiddel és a szüleiddel is”.[2]
- A filmkritikusok véleményét összegző Rotten Tomatoes 89%-ra értékelte 57 vélemény alapján.[3]

## Díjak és jelölések
- 2003: Sitges – Sitges Festival Internacional de Cinema de Catalunya (Spanyolország) – „legjobb animációs film”: Kon Szatosi
- 2003: Sitges – Sitges Festival Internacional de Cinema de Catalunya (Spanyolország) – Orient Express Award: Kon Szatosi
- 2004: Mainicsi filmdíj – „legjobb animációs film”: Kon Szatosi, Furuja Sógo
- 2004: Neuchâtel International Fantasy Film Festival – „a közönség díja”
- 2004: Neuchâtel International Fantasy Film Festival – „legjobb ázsiai film”

## Érdekesség
- A film címe főhajtás John Ford Három keresztapa („3 Godfathers”) (1948) című filmje előtt, amiben három desperados (vezetőjük John Wayne) karácsonykor megment egy csecsemőt a haldokló anyja mellől és megpróbálnak gondoskodni róla.[4]